# Messina Challenger 1982
Il Messina Challenger 1982 è stato un torneo di tennis facente parte della categoria ATP Challenger Series nell'ambito dell'ATP Challenger Series 1982. Il torneo si è giocato a Messina in Italia dal 6 al 12 settembre 1982 su campi in terra rossa.

## Vincitori

### Singolare
Pablo Arraya ha battuto in finale  Mario Martínez con il punteggio di 7–5, 6–4

### Doppio
Gianni Marchetti /  Enzo Vattuone hanno battuto in finale  Eduardo Osta /  Roberto Vizcaino con il punteggio di 6–0, 4–6, 6–2